# Roland Müller
Pour les articles homonymes, voir Roland Müller (homonymie) et Müller.
Roland Müller, né le 16 décembre 1986 à Innsbruck, est un sauteur à ski autrichien.

## Biographie
Il remporte le titre mondial chez les juniors dans l'épreuve par équipes en 2003 et 2004, où il est aussi quatrième en individuel. Entre-temps, il s'impose sur le concours d'Engelberg comptant pour la Coupe continentale. En 2004, au même niveau de compétition, il gagne les deux épreuves de vol à ski sur le Vikersundbakken, où il établit le record du tremplin (avant qu'il soit renové) avec un saut de 219 mètres. En 2004, il a aussi obtenu sa première sélection en Coupe du monde à sa ville natale Innsbruck, un mois avant de marquer ses premiers points à Willingen (29e). Il obtient son meilleur résultat dans l'élite à la Tournée des quatre tremplins en 2007-2008, se classant quinzième à Bischofshofen.
Il prend part à ses dernières compétitions internationales en fin d'année 2009.

## Palmarès

### Championnats du monde junior
| Épreuve / Édition | Solleftea 2003 | Stryn 2004 |
| Individuel        | 8e             | 4e         |
| Par équipes       | Or             | Or         |

### Coupe du monde
- Meilleur classement général : 55e en 2008.
- Meilleur résultat individuel : 15e.

#### Classements généraux annuels
| Année | Rang |
| 2004  | 77e  |
| 2005  | 91e  |
| 2007  | 68e  |
| 2008  | 55e  |

### Festival olympique de la jeunesse européenne
- Médaille de bronze par équipes en 2003 à Planica.

### Coupe continentale
- 4e du classement général en 2004 et 2007.
- 6 victoires.